# Азек
Азек (на иврит: עֲזֵקָה) е древен град в днешен Израел, разположен на 7 километра югозападно от централната част на съвременния град Бейт Шемеш.
Той се споменава на няколко места в Библията – първо като място на победа на израилтяните на Иисус Навин над ханаанците, както и в асирийски текст, споменаващ разрушаването му от асирийския владетел Сенахериб, и в Лахишките писма. Селището просъществува до началото на римското завоюване на региона.